# だから荒野
『だから荒野』（だからこうや）は、桐野夏生による日本の小説および、それを原作にしたテレビドラマ。
『毎日新聞』朝刊の連載小説で、2012年1月から9月まで掲載された。執筆にあたっては連載の前年に発生した東日本大震災を意識していたことを連載終了後に桐野が明かしている。2013年に大幅に加筆修正されたものが単行本として出版された。

## テレビドラマ
NHK BSプレミアム「プレミアムドラマ」（日曜22:00 - 22:49）にて、2015年1月11日から3月1日に全8話が放送された。10月4日より同枠でアンコール放送が開始される。主演の鈴木京香は、2010年に放送され、映画化もされた『セカンドバージン』以来のNHK主演作品である。

### キャスト
- 森村朋美 - 鈴木京香
- 森村浩光（朋美の夫） - 杉本哲太
- 亀田章吾 - 高橋一生
- 滝川知佐子（朋美の親友） - YOU
- 森村優太（朋美の次男） - 濱田龍臣
- 森村健太（朋美の長男） - 前田公輝
- 富田 - でんでん
- 島津みさ子（森村家のご近所さん） ‐ 重田千穂子
- 桜田百音 - 小野ゆり子
- 千春（バー「エルチェ」のママ） - 筒井真理子
- 加藤順吉（桂子の甥） - 工藤俊作
- 川井みどり（優太の担任） ‐ 山下容莉枝
- 篠崎達夫（山岡の幼馴染） ‐ 奥野匡
- 元木（潮浦小学校 教諭） - 遠山俊也
- 三浦 - 泉谷しげる
- 宮内繁 - 豊原功輔
- 竹内 - 笹野高史
- 森村美智子（浩光の母） ‐ 茅島成美
- 山岡孝吉 - 品川徹
- 加藤桂子 - 中原ひとみ

### スタッフ
- 脚本 - 浅野妙子、髙橋幹子
- 音楽 - 大島ミチル
- 演出 - 渡邊孝好、山内宗信、金澤友也
- 制作統括 - 篠原圭（NHKコンテンツ開発センター）、銭谷雅義 (NEP) 、黒沢淳（テレパック）

### 放送日程
| 話数   | 放送日  | サブタイトル   | 演出 |
| ------ | ------- | -------------- | ---- |
| 第1回  | 1月11日 | 逃げる主婦     |      |
| 第2回  | 1月18日 | もう一つの人生 |      |
| 第3回  | 1月25日 | 初恋の男       |      |
| 第4回  | 2月01日 | 母親失格       |      |
| 第5回  | 2月08日 | 息子の家出     |      |
| 第6回  | 2月15日 | 妻と夫         |      |
| 第7回  | 2月22日 | 悪魔と天使     |      |
| 最終回 | 3月01日 | 告白           |      |